# Scatopsciara funesta
Scatopsciara funesta är en tvåvingeart som beskrevs av Werner Mohrig 2003. Scatopsciara funesta ingår i släktet Scatopsciara och familjen sorgmyggor.
Artens utbredningsområde är Honduras. Inga underarter finns listade i Catalogue of Life.